# Phytomonas
Phytomonas – rodzaj pasożytniczych pierwotniaków należący do rodziny świdrowców (Trypanosomatidae).
Należą tutaj następujące gatunki:
- Phytomonas davidi
- Phytomonas francai
- Phytomonas leptovasorum
- Phytomonas nordicus
- Phytomonas staheli